# Фадл ибн Абас
Фадл ибн Абас (611—639) био је брат Абдулаха ибн Абаса и био је рођак исламског пророка Мухамеда.

## Биографија
Фадл је био најстарији син Ел Абаса ибн Абд ел Муталиба, ујака Мухамеда и богатог трговаца из Меке, и Лубаба бинт ел Харит, сестре Мухамедове жене Мајмуна. Био је међу онима који су "чврсто стајали" у бици код Хунајна 630. године, након чега је његова породица емигрирала у Медину.
Фадл се оженио својом рођаком, по имену Сафија бинт Махмија,, и имали су једну кћерку, Ум Култхум, која је рођена за живота Мухамедовог. Оженио се такође и женом по имену Амра Бинт Јазид из племена Бану Килаб, али је овај брак завршио разводом већ након неколико месеци.
Према његовом брату Абдулаху, Фадл је био изузетно згодан мушкарац. На опроштајном ходочашћу у марту 632. године, јахао је на Мухамедовој камили. По сопственом признању, гледао је у лепу девојку на другој камили тако напето да је Мухамед морао да га ухвати за браду и окрене му лице од ње три пута. Због овог инцидента, Мухамед је објавио своју чувену примедбу: "Видео сам младића и младу жену и нисам могао веровати Сотони с њима".
Када је Мухамед подлегао својој последњој болести, Фадл и његов рођак Али су га подржали у његовој последњој шетњи до Аишине куће. Након Мухамедове смрти, Фадл је био један од оних који су ушли у његов гроб и помогли му да се положи леш.
Учествовао је у многим биткама муслимана против Европљана и Персијанаца.
Фадл је пренео неке хадисе о Мухамеду, али није дуго живео да би био познат као велики учитељ. Умро је од куге у Амвасу, Сирија, у 18 АХ (639 н. е), стар око 25 година.

## Статус у шиитском исламу
Он је добро прихваћен од стране Шијта, пошто је одбио да положи своју заклетву на верност Абу Бакру.